# Ralph Edwards
Ralph Edwards (ur. 13 czerwca 1913, zm. 16 listopada 2005) – amerykański producent telewizyjny i prezenter radiowy i telewizyjny.

## Wyróżnienia
Posiada dwie gwiazdy na Hollywoodzkiej Alei Gwiazd.